# 台湾贯众
台湾贯众（学名：Cyrtomium taiwanense），为鳞毛蕨科贯众属下的一个植物种。
根茎未见。叶柄长25厘米，禾秆色，疏生纤毛状和近全缘的披针形棕色鳞片。

## 扩展阅读
- 維基物種上的相關：台湾贯众蕨